# Projektlandschaft
In einer Projektlandschaft werden die wichtigsten Beziehungen eines Projektes zu seinen wichtigsten Umwelten grafisch dargestellt.
Wichtige Beziehungen entstehen nicht nur zwischen Mitarbeitern im Projekt, sondern auch zu anderen Bereichen und Projekten im Unternehmen. So könnte es beispielsweise passieren, das es vielleicht schon ein ähnliches Projekt zur Realisierung dieses Projektes gibt, bei dem die gesamte Planung schon abgeschlossen ist oder das ein anderes Projekt durch gewisse Prioritäten Ressourcen und Budgets aus anderen Bereichen/Abteilungen abzieht und so das Projekt gefährdet. Die Projektlandschaft wird also dazu benutzt, um die zum und im Projekt herrschenden Beziehungen sichtbar zu machen und zu managen. So sind z. B. Hinweise zur Zusammensetzung des Projektteams, wo sich Expertenwissen, Erfahrungswissen und Entscheidungskompetenz und informeller Einfluss befindet, sowie Hinweise zur Teamorganisation, zu erhalten. Somit wird die Projektlandschaft Grundlage eines Informations- und Kommunikationskonzeptes.

Die Abstände in der Projektlandschaft sind bewusst gewählt und zeigen die Intensität des jeweiligen Einflusses.